# Дневники Красной Туфельки (телесериал)
«Дневники Красной Туфельки» (англ. Red Shoe Diaries) — эротический американский телесериал, шедший с 1992 года по 1997 год.

## Сюжет
После смерти любимой жены Алекс (Бриджит Бако) Джейку (Дэвид Духовны) попадает в руки её дневник, из которого становится ясно, что у девушки был любовник, грубый и чувственный одновременно, дарящий ей совсем иные ласки. Причем она даже не знала его имени. Их связывала только страсть. Не в силах разрываться между двумя любимыми мужчинами Алекс покончила с собой…

## Производство
Создателем сериала является Залман Кинг. Вместе со своей женой и соратницей Патрицией Кноп он написал сценарий телевизионного фильма, намереваясь сделать его пилотной серией антологии. Фильм вместе с четырьмя эпизодами был представлен Showtime в 1991 году.

## Восприятие
Несмотря на то, что сериал не получил положительного внимания критиков, он имел большой успех для Showtime и помог увеличить количество зрителей сети, чтобы конкурировать с HBO в 1990-х годах.
Хотя в сериале на первый план выдвигается женская точка зрения и в него включены некоторые лесбийские сюжетные линии, он всё же подвергся критике за обильную эксплуатацию женской наготы.